# Nicolas Šumský
Nicolas Šumský (Mýto, 13 novembre 1993) è un calciatore ceco, centrocampista del Sereď.

## Caratteristiche tecniche
Molto abile a creare le manovre offensive per la squadra con cui gioca e a fornire assist.

## Carriera

### Club

#### Dalle giovanili al Bohemians 1905
Inizia a muovere i suoi primi passi da giocatore di calcio a 5 all'età di sei anni nel Nejzbach dove rimane per cinque stagioni per poi iniziare un lungo viaggio. Approda in Europa, precisamente in Francia, dove viene messo sotto contratto per due stagioni dal Monaco per poi passare alla squadra di Cannes, l'Association Sportive de Cannes. Nel 2008 viene acquistato dal River Plate e così diviene il primo calciatore giovane europeo a giocare nelle giovanili dei Los Millonarios. Nel club di Buenos Aires ci rimane un anno esatto per poi essere ceduto all'Argentinos Juniors. Una volta scaduto il contratto che legava il calciatore alle Formiche Rosse, rimane per un anno svincolato fino a quando viene acquistato dall'Atletico Mineiro, ma la FIFA annulla il trasferimento per via di alcuni regolamenti. Nel 2011, rientra a casa e viene acquistato dal Bohemians 1905 firmando un contratto biennale e scegliendo la maglia numero 10 in onore del suo idolo, Diego Armando Maradona.
Compie il suo esordio con i canguri il 10 settembre 2011 durante il match disputatosi contro il Slovácko subentrando a Lukáš Budínský nel corso del secondo tempo, esattamente al 51' minuto. Il 26 febbraio ottiene la sua prima ammonizione in carriera da calciatore professionista durante il match, perso con il risultato di 3 a 1, contro il České Budějovice.
Il 21 luglio 2013 annuncia di aver firmato un contratto quadriennale con Parma.

### Nazionale
Dal 2009 ha esordito con l'Under-16 prendendo parte ad alcune amichevoli mettendo a segno anche una rete durante la partita giocata contro il Belgio Under-16. Nel 2010 viene convocato con la Nazionale di calcio della Repubblica Ceca Under-18 prendendo parte a tre amichevoli e segnare una rete in ogni partita, fino a ritrovarsi nel 2011 nella Nazionale di calcio della Repubblica Ceca Under-19 allenata da Jaroslav Hřebík.

## Statistiche

### Presenze e reti nei club
Statistiche aggiornate al 21 ottobre 2012.
| Stagione        | Club            | Campionato      | Campionato | Campionato | Coppe nazionali | Coppe nazionali | Coppe nazionali | Coppe continentali | Coppe continentali | Coppe continentali | Altre coppe | Altre coppe | Altre coppe | Totale | Totale |
| Stagione        | Club            | Comp            | Pres       | Reti       | Comp            | Pres            | Reti            | Comp               | Pres               | Reti               | Comp        | Pres        | Reti        | Pres   | Reti   |
| --------------- | --------------- | --------------- | ---------- | ---------- | --------------- | --------------- | --------------- | ------------------ | ------------------ | ------------------ | ----------- | ----------- | ----------- | ------ | ------ |
| 2011-2012       | Bohemians 1905  | GL              | 16         | 0          | ČMFS            | 0               | 0               | -                  | 0                  | 0                  | -           | 0           | 0           | 16     | 0      |
| 2012-2013       | Bohemians 1905  | DL              | 3          | 0          | -               | 0               | 0               | -                  | 0                  | 0                  | -           | 0           | 0           | 2      | 0      |
| Totale carriera | Totale carriera | Totale carriera | 19         | 0          |                 | 0               | 0               |                    | 0                  | 0                  |             | 0           | 0           | 19     | 0      |

### Cronologia presenze e reti in Nazionale
| Cronologia completa delle presenze e delle reti in nazionale ― Rep. Ceca under 19 | Cronologia completa delle presenze e delle reti in nazionale ― Rep. Ceca under 19 | Cronologia completa delle presenze e delle reti in nazionale ― Rep. Ceca under 19 | Cronologia completa delle presenze e delle reti in nazionale ― Rep. Ceca under 19 | Cronologia completa delle presenze e delle reti in nazionale ― Rep. Ceca under 19 | Cronologia completa delle presenze e delle reti in nazionale ― Rep. Ceca under 19 | Cronologia completa delle presenze e delle reti in nazionale ― Rep. Ceca under 19 | Cronologia completa delle presenze e delle reti in nazionale ― Rep. Ceca under 19 |
| Data                                                                              | Città                                                                             | In casa                                                                           | Risultato                                                                         | Ospiti                                                                            | Competizione                                                                      | Reti                                                                              | Note                                                                              |
| --------------------------------------------------------------------------------- | --------------------------------------------------------------------------------- | --------------------------------------------------------------------------------- | --------------------------------------------------------------------------------- | --------------------------------------------------------------------------------- | --------------------------------------------------------------------------------- | --------------------------------------------------------------------------------- | --------------------------------------------------------------------------------- |
| 1/9/2011                                                                          | Oslo                                                                              | Norvegia U-19                                                                     | 2 – 0                                                                             | Rep. Ceca 19                                                                      |                                                                                   | 0                                                                                 |                                                                                   |
| 30/8/2011                                                                         | Oslo                                                                              | Norvegia U-19                                                                     | 1 – 1                                                                             | Rep. Ceca 19                                                                      |                                                                                   | 0                                                                                 |                                                                                   |
| Totale                                                                            |                                                                                   | Presenze                                                                          | 2                                                                                 |                                                                                   | Reti                                                                              | 0                                                                                 |                                                                                   |